# Lau (rivière)
Pour les articles homonymes, voir Lau.
La Lau ou Lalau ou gave d'Ossau est un ruisseau du département des Pyrénées-Atlantiques, en région Nouvelle-Aquitaine et un affluent droit du gave d'Ossau, donc un sous-affluent de l'Adour par le gave d'Oloron et le gave de Pau.

## Géographie
De 7,2 km de longueur, il prend source à Espioubet[réf. nécessaire], dans le bois de la Bouchère, à 1 370 m d'altitude, sous le Pic la Peyrie 1 579 m), puis rejoint le gave à Castet, en amont du lac de Castet à 433 m d'latitude.

## Commune et canton traversés
Dans le seul département des Pyrénées Atlantiques, le Lalau ne traverse que la commune de Castet, dans le canton d'Arudy dans l'arrondissement d'Oloron-Sainte-Marie.

## Étymologie
L'article féminin, attesté dès la carte de Cassini, est atypique par rapport aux autres Lau,. Le Sandre le corrige en « le Lau ».